# Pleurotomella ursula
Pleurotomella ursula é uma espécie de gastrópode do gênero Pleurotomella, pertencente a família Raphitomidae.